# Вор

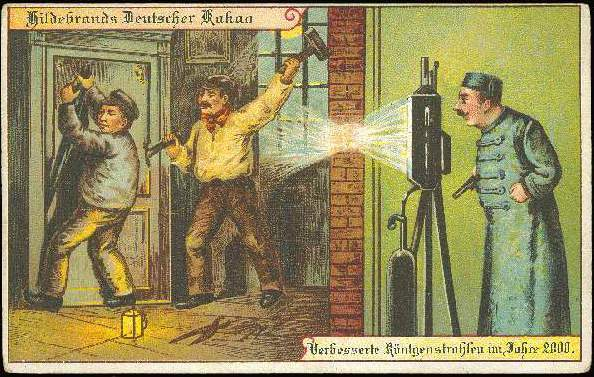
Немецкие воры и полицейский XX века в представлении художника 1900 года

Вор, Воровка — человек, систематически совершающий воровство (на юридическом языке — хищение, кражу).
Воровство для вора (воровки) является источником средств к обогащению или просто к пропитанию. Вор (воровка), как и его (её) преступная деятельность — воровство или кража, — являются древнейшими явлениями человеческого общества. Патологическая склонность человека к воровству называется клептоманией.

## Этимология
Слово вор имеет русское происхождение и начинает использоваться с XVI столетия (известны случаи словоупотребления в документах 1547 и 1580 годов). Исследователи однозначно производили это понятие от врать (лгун, обманщик, мошенник). Производными от термина вор были такие старые русские слова: воровать в значении «прелюбодействовать», воровской «обманный, мошеннический», завору́й «наглый плут». А. Е. Аникин производил слово из раннепраславянского *vorъ, а в свою очередь уже его возводил к *verti, *vьrǫ с предполагаемым значением «обманывать».

## Эволюция значения понятия

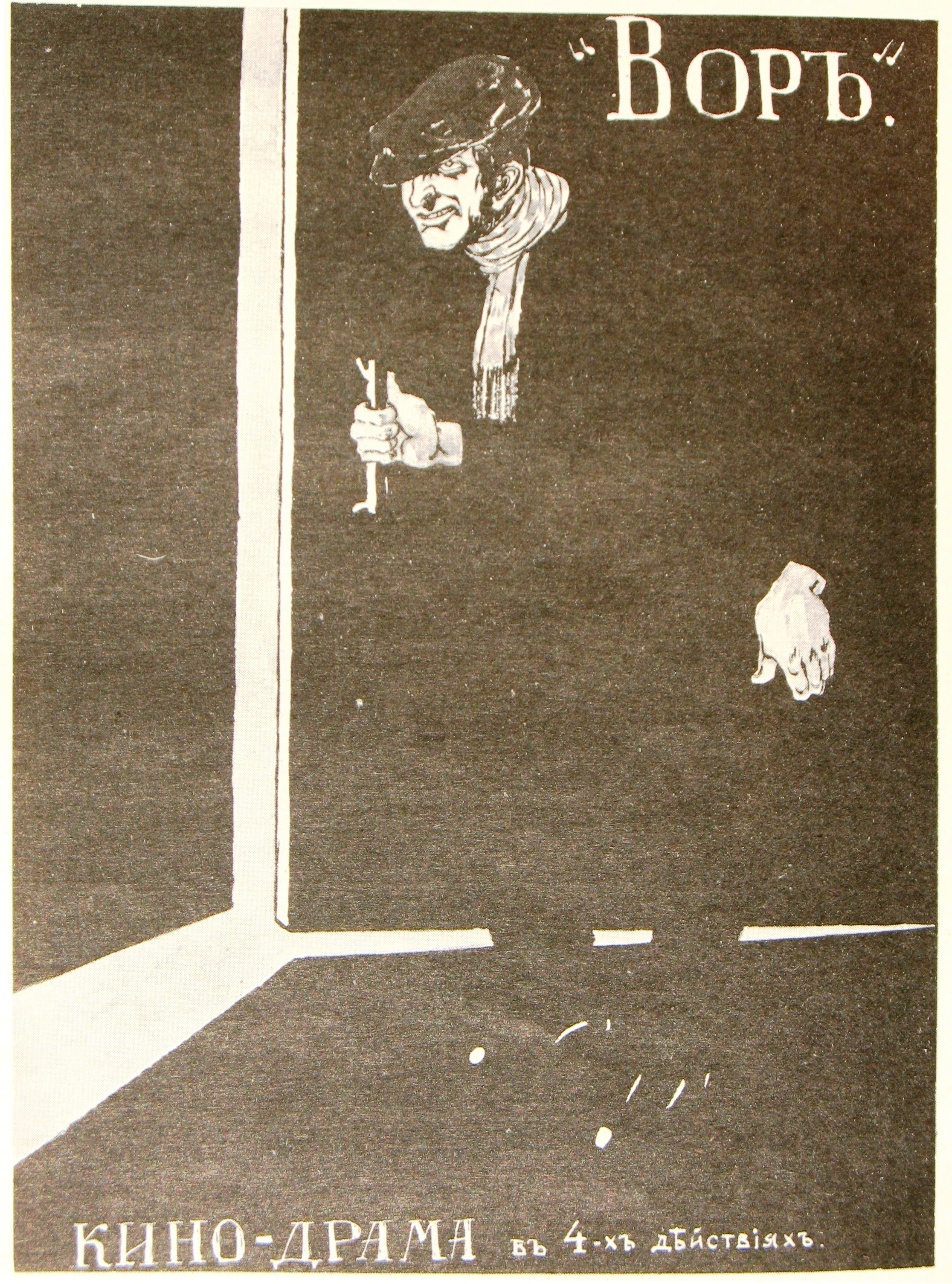
Д. Моор. Тип русского вора 1910-х годов. Афиша кинофильма «Вор».

На Руси термин «вор» применялся к преступникам, совершившим или замышлявшим государственные преступления. Выражаясь современным юридическим языком, «преступления против государственной власти, основ конституционного строя, правосудия и порядка управления», а также против лиц, осуществляющих власть или олицетворяющих её («оскорбление Величества» и др.). Воровством называли и предательство.
Но уже к XVIII веку термин «вор» означал преступника вообще (осуществляющий кражу назывался «тать»). В XX веке обозначение вор стало употребляться в уголовном жаргоне как синоним термина вор в законе, то есть «элиты» преступного мира, не обязательно связанной с кражей; в этом смысле употребляется прилагательное «воровской», лексика, связанная с утверждением собственного достоинства перед другими «ворами» (воровской авторитет). Человек же, совершающий кражи, в уголовной лексике ныне называется «крадун».

## Типы воров по «специализации»
- Барсеточник — специализируется на выхватывании предметов из автомобилей, при этом сам или с помощью сообщника отвлекая внимание жертвы (см. борсетка).
- Бугровщик — специализируется на разворовывании древних захоронений и археологических памятников (термин применялся в XVII — начале XX веков, современное название — «чёрный археолог»).
- Голубятник — специализируется на кражах с верёвок, например белья.
- Домушник — специализируется на проникновении в дома и квартиры.
- Кардер — специализируется на кражах средств с кредитных карт, банковских аккаунтов.
- Карманник — специализируется на карманных кражах, отвлекая внимание жертвы; нередко для извлечения кошелька из кармана или сумки использует разрезание (жаргонное: щипач, ширмач, писака).
- Клофелинщик или клофелинщица — специализируются на обворовывании людей, невменяемых под воздействием лекарственных веществ; от лебежатников отличаются умышленным введением жертвы в состояние наркотической невменяемости.
- Клюквенник — специализируется на кражах икон и драгоценностей в церкви.
- Конокрад (скотокрад) — специализируется на краже лошадей (и прочего скота).
- Лебежатник — специализируется на обворовывании людей, оказавшихся под воздействием алкоголя.
- Мазу́рик, нвг. мазурник, мазурин (от мазур или от мозуля, замарашка, оборванец?) — карманный вор, уличный и комнатный, в городах, особенно в столицах, где такие воры придумали свой язык, ба́йковый[8] или музыку[9].
- Майданщик — специализируется на вокзальных, базарных кражах; обычно скрывается в толпе людей[10].
- Маравихер — специализируется на кражах в гостиницах, а также на светских приёмах.
- Медвежатник, шнифер — специализируется на кражах из сейфов.
- Налётчик — специализируется на вооружённых налётах и последующих грабежах.
- Сумочник — специализируется на уличном грабеже: на бегу (или проезжая на мотоцикле) вырывает сумочки из рук.
- Съёмщик — специализируется на кражах наручных и карманных часов.
- Угловорот — специализируется на похищении чемоданов.
- Угонщик — специализируется на незаконном завладении автотранспортом с целью хищения.
- Форточник — специализируется на проникновении в дома/квартиры через окна (преимущественно ночью).
- «Червь» — специализируется на кражах с кладбищ и раскопках могил.
- Шоплифтер — специализируется на кражах товара в магазинах розничной торговли.

## Типы воров по «авторитетности»
- Законник (вор в законе) — название некоторых людей преступного мира, относящихся к так называемой его элите и пользующихся значительным авторитетом.
- Крысятник, «Крыса» — ворующий у своих, например заключенный, ворующий у сокамерников, крайне неуважаем, может быть опущен.
- Пахан — вор, авторитет которого связан скорее с его зрелым возрастом, чем с конкретной ролью в преступном мире; курирует более молодых воров.
- Положенец — влиятельный вор, уполномоченный «законником» принимать решения от его имени на какой-то территории уровня небольшого города.
- Смотрящий — вор средней авторитетности, назначенный «положенцем» отвечать за ситуацию на территории уровня района города или в отряде в колонии.
- Сявка — начинающий, малоопытный вор, часто подросток, никакого уважения к себе не вызывает, но и изгоем тоже не является.

## Язык
- Ба́йковый язы́к (от байки, суконный, картавый? или от гл. баить?) или му́зыка, вымышленный, малословный язык столичных мазуриков, воров и карманников, нечто в роде афенского; есть даже несколько слов общих, например, ле́пень, платок; но большей частью придуманы свои: бутырь, городовой; фарао́н, будочник; стуканцы, веснухи, часы; скамейка, лошадь; ходить по музыке, говорить байковым языком; подначить, захороводить, подкупить прислугу; переты́рить вещь, передать наскоро; стре́ма, опасность; камышовка, лом; голуби, белье на чердаке; мешок, скупщик краденого и прочее[8].
- Феня (по-фене ботаешь?)

## Воровской «инструмент»

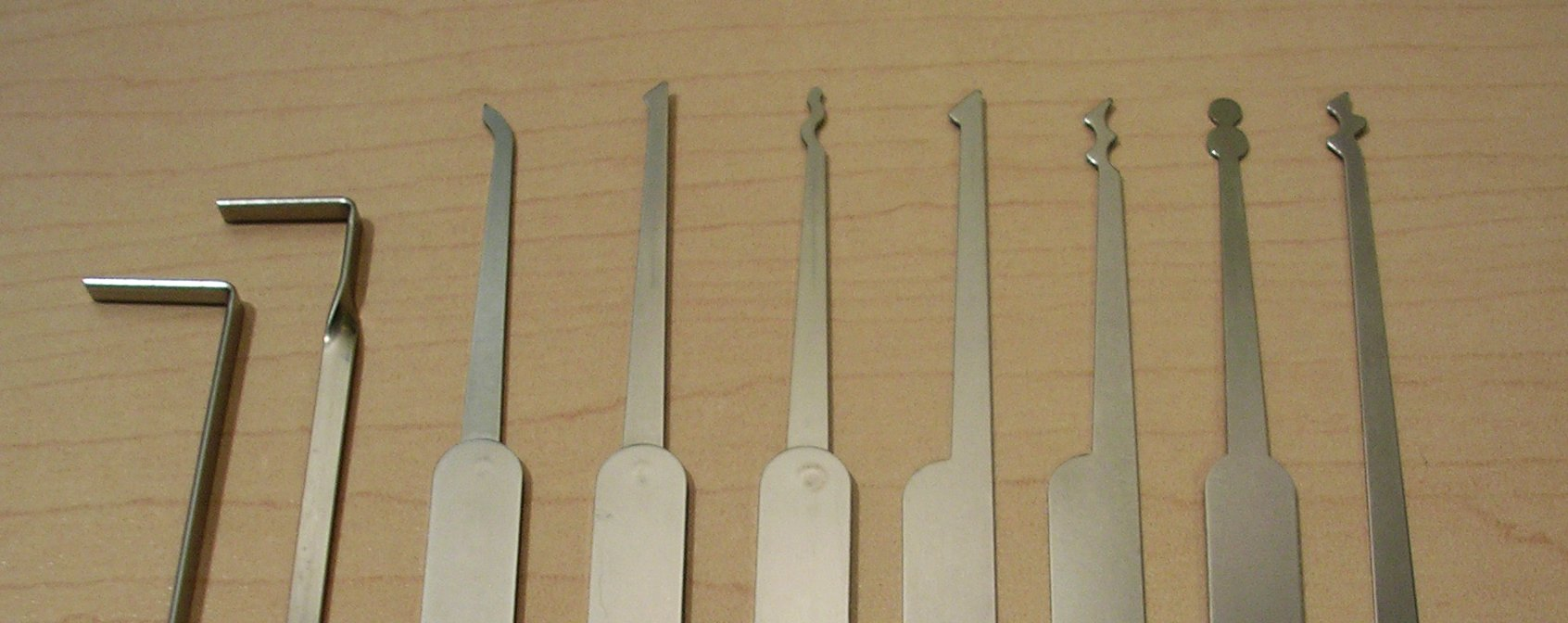
Набор отмычек

- Отмычка и вороток — специальные инструменты для открытия замков.
- Писка — лезвие или отточенная монета для совершения карманных краж.
- Фомка — небольшой лом.

## Наиболее известные воры
- Ванька-Каин
- Сонька Золотая Ручка
- Видок

## В искусстве
- Арсен Люпен — вымышленный вор, герой романов Мориса Леблана.
- Ремесло воров достаточно хорошо освещено в известном романе Валентина Пикуля — «Слово и Дело» (1961—1971).
- Теме воровства посвящена серия компьютерных игр Thief (рус. Вор).
- Вор Василий Кроликов — брат-близнец известного дирижёра Иннокентия Шнипперсона и «цыганского барона» Романа Алмазова, — звёздная роль Валерия Гаркалина в фильме В. Меньшова «Ширли-мырли» (1995).
- Владимир Машков сыграл главную роль в фильме «Вор» (1997).
- Бэла Талбот — персонаж сериала «Сверхъестественное» — великая воровка, находившая уникальные вещи для избранной клиентуры.
- Ильмар-вор — один из главных героев дилогии Сергея Лукьяненко «Искатели неба».
- Гаррет — профессиональный вор-домушник, главный герой трилогии Алексея Пехова «Хроники Сиалы».
- Жорж Милославский — профессиональный вор-домушник из пьес Булгакова «Блаженство» и «Иван Васильевич», а также фильма «Иван Васильевич меняет профессию».
- Два вора: «Штырь» и «Глобус» — главные персонажи в пьесе авангардного драматурга Михаила Волохова[11].
- Фима Петров («Фима-Полужид») (Сергей Маковецкий) — бывший вор-карманник из многосерийного художественного фильма «Ликвидация».
- В книге Элли Картер «Воровская семейка» рассказывается о приключениях юных воров.
- Хенрик Квинто — медвежатник-виртуоз из кинофильмов «Ва-банк» и «Ва-банк 2».
- Женщина-кошка — «Селина Кайл» один из самых популярных персонажей, издательства DC Comics. Она является воровкой, но позже меняется в лучшую сторону.